# Kreis Wanzleben
De Kreis Wanzleben was een kreis in de Duitse Democratische Republiek. De kreis bestond tussen 1952 en 1994 en maakte deel uit van de Bezirk Maagdenburg en aansluitend van de deelstaat Saksen-Anhalt na de Duitse hereniging. Kreisstadt was Wanzleben.

## Geschiedenis
Reeds sinds 1816 bestond er in de Pruisische provincie Saksen een Landkreis Wanzleben, die vanaf 1945 tot het land Saksen-Anhalt en tevens vanaf 1949 tot de DDR behoorde. Op 25 juli 1952 vond er in de DDR een omvangrijke herindeling plaats, waarbij onder andere de deelstaten werden opgeheven en nieuwe Bezirke werden gevormd. Een aantal gemeenten uit de toenmalige Landkreis Wanzleben werden daarbij overgeheveld naar de kreise Halberstadt, Oschersleben en Staßfurt. Het overgebleven gebied werd uitgebreid met delen van de landkreise Haldensleben en Wolmirstedt en vormde de nieuwe Kreis Wanzleben met als bestuurszetel Wanzleben.
Op 17 mei 1990 werd de kreis in Landkreis Wanzleben hernoemd. Bij de Duitse hereniging later dat jaar werd de landkreis onderdeel van de nieuw gevormde deelstaat Saksen-Anhalt. Vier jaar later, op 1 juli 1994, vond er een herindeling in Saksen-Anhalt plaats en werd de landkreis opgeheven en ging hij op in de Bördekreis.

## Referentie
1. ↑  Gesetz über die Selbstverwaltung der Gemeinden und Landkreise in der DDR (Kommunalverfassung) vom 17. Mai 1990[dode link]

Burg · Gardelegen · Genthin · Halberstadt · Haldensleben · Havelberg · Kalbe (Milde) · Klötze · Loburg · Maagdenburg (Stadtkreis) · Oschersleben · Osterburg · Salzwedel · Schönebeck · Seehausen · Staßfurt · Stendal · Tangerhütte · Wanzleben · Wernigerode · Wolmirstedt · Zerbst